# Mężczyzna z domu Leiva
Mężczyzna z domu Leiva – portret malarza pochodzenia greckiego Dominikosa Theotokopulosa, znanego jako El Greco.
Obraz przedstawia młodego mężczyznę w wieku trzydziestu – trzydziestu pięciu lat, ubranego na czarno z kontrastującymi białymi mankietami i kryzą. Pod względem typologicznym, dużą wartość przedstawia ubiór mężczyzny wiele mówiący o XVI wiecznej modzie: jednolity garnitur pozbawiony ozdób harmonizuje z twarzą mężczyzny. Portret wykonany jest w szarej tonacji, modelowany przez światłocień tak jak w grisaille. Zauważyć można dużą zależność pomiędzy przezroczystością czarnego koloru, odbiciem światła i jego intensywnością oraz obszarów zupełnie zaciemnionych.